# Le Maraviglie dell'arte
Le Maraviglie dell'arte (titolo completo Le Maraviglie dell'arte, ovvero Le vite degli Illustri Pittori Veneti e dello Stato) è un trattato scritto dal pittore vicentino Carlo Ridolfi nel 1648. Con quest'opera, l'autore volle rispondere all'analogo trattato de Le vite de' più eccellenti pittori, scultori e architettori di Giorgio Vasari dando più spazio agli esponenti della scuola veneta di pittura. Nonostante alcune lacune esso rappresenta «una fonte insostituibile di notizie sui pittori veneti, spesso di prima mano, tanto da divenire subito un testo di riferimento, sia per studiosi sia per semplici ‘dilettanti’».